# UCI Africa Tour 2012
L'UCI Africa Tour 2012 fu l'ottava edizione dell'UCI Africa Tour, uno dei cinque circuiti continentali di ciclismo dell'Unione Ciclistica Internazionale. Era composto inizialmente da ventisette corse, poi ridotte a ventidue effettive, che si svolsero tra settembre 2011 e giugno 2012 in Africa.

## Calendario

### Settembre 2011
| Data | Prova                   | Cat. | Vincitore       | Squadra       |
| ---- | ----------------------- | ---- | --------------- | ------------- |
| 29-2 | Grand Prix Chantal Biya | 2.2  | Yves Ngue Ngock | SNH Vélo Club |

### Ottobre 2011
| Data  | Prova        | Cat. | Vincitore        | Squadra                   |
| ----- | ------------ | ---- | ---------------- | ------------------------- |
| 21-30 | Tour du Faso | 2.2  | Hamidou Zidweiba | Équipe Regional du Centre |

### Novembre 2011
| Data  | Prova                            | Cat. | Vincitore            | Squadra            |
| ----- | -------------------------------- | ---- | -------------------- | ------------------ |
| 9     | Campionati africani-Cronosquadre | CC   | Eritrea              | Eritrea            |
| 11    | Campionati africani-Crono        | CC   | Daniel Teklehaimanot | Eritrea            |
| 13    | Campionati africani-In linea     | CC   | Natnael Berhane      | Eritrea            |
| 20-26 | Tour du Rwanda                   | 2.2  | Kiel Reijnen         | Team Type 1-Sanofi |

### Gennaio
| Data  | Prova                                      | Cat. | Vincitore | Squadra |
| ----- | ------------------------------------------ | ---- | --------- | ------- |
| 25-29 | Tour de Côte d'Ivoire de la Réconciliation | 2.1  | Annullata |         |

### Febbraio
| Data | Prova                                                 | Cat. | Vincitore       | Squadra        |
| ---- | ----------------------------------------------------- | ---- | --------------- | -------------- |
| 5-10 | Tour d'Égypte                                         | 2.2  | Annullata       |                |
| 12   | Grand Prix de Sharm el-Sheikh                         | 1.2  | Annullata       |                |
| 16   | Les Challenges de la Marche verte - GP Sakia El Hamra | 1.2  | Tarik Chaoufi   | Marocco        |
| 17   | Les Challenges de la Marche verte - GP Oued Eddahab   | 1.2  | Andris Smirnovs | Rietumu-Delfin |
| 18   | Les Challenges de la Marche verte - GP Al Massira     | 1.2  | Ismail Ayoune   | Marocco        |

### Marzo
| Data  | Prova            | Cat. | Vincitore                   | Squadra      |
| ----- | ---------------- | ---- | --------------------------- | ------------ |
| 8-17  | Tour du Cameroun | 2.2  | Yves Ngue Ngock             | Camerun      |
| 10-14 | Tour d'Algérie   | 1.2  | Natnael Berhane             | Eritrea      |
| 16    | Circuit d'Alger  | 2.2  | Ioannis Tamouridis          | SP Tableware |
| 23-1  | Tour du Maroc    | 2.2  | Reinardt Janse van Rensburg | MTN-Qhubeka  |

### Aprile
| Data  | Prova                                           | Cat. | Vincitore           | Squadra                              |
| ----- | ----------------------------------------------- | ---- | ------------------- | ------------------------------------ |
| 3     | Les Challenges Phosphatiers - Chall. Khouribga  | 1.2  | Tarik Chaoufi       | Marocco                              |
| 4     | Les Challenges Phosphatiers - Chall. Youssoufia | 1.2  | Mouhassine Lahsaini | Marocco                              |
| 5     | Les Challenges Phosphatiers - Chall. Ben Guerir | 1.2  | Abdellah Ben Youcef | Groupement Sportif Petrolier Algerie |
| 24-29 | La Tropicale Amissa Bongo                       | 2.1  | Anthony Charteau    | Team Europcar                        |

### Maggio
| Data  | Prova                                             | Cat. | Vincitore                  | Squadra     |
| ----- | ------------------------------------------------- | ---- | -------------------------- | ----------- |
| 7     | Challenge du Prince - Trophée Princier            | 1.2  | Tarik Chaoufi              | Marocco     |
| 8     | Challenge du Prince - Trophée de l'Anniversaire   | 1.2  | Reda Aadel                 | Marocco     |
| 9     | Challenge du Prince - Trophée de la Maison Royale | 1.2  | Abdelati Saadoune          | Marocco     |
| 16-20 | Tour de Tunisie                                   | 2.2  | Annullata                  |             |
| 22    | Grand Prix de la Banque de l'Habitat              | 1.2  | Annullata                  |             |
| 30-3  | Tour de l'Érythrée                                | 2.2  | Jacques Janse van Rensburg | MTN Qhubeka |

### Giugno
| Data  | Prova                    | Cat. | Vincitore          | Squadra |
| ----- | ------------------------ | ---- | ------------------ | ------- |
| 10-11 | Kwita Izina Cycling Tour | 2.2  | Abraham Ruhumuriza | Ruanda  |

## Classifiche
Risultati finali.
| Pos. | Corridore             | Squadra     | Punti  |
| ---- | --------------------- | ----------- | ------ |
| 1    | Tarik Chaoufi         |             | 325    |
| 2    | Adil Jelloul          |             | 243,67 |
| 3    | R. Janse van Rensburg | MTN Qhubeka | 206,67 |
| 4    | Azzadine Lagab        | Gr. Sportif | 181,33 |
| 5    | Abdelati Saadoune     |             | 168,67 |
| 6    | Natnael Berhane       |             | 160,67 |
| 7    | Mouhcine Lahsaini     |             | 140,67 |
| 8    | Ngock Yves Ngue       |             | 132    |
| 9    | Meron Russom          | MTN Qhubeka | 110    |
| 10   | Soufiane Haddi        |             | 108    |

| Pos. | Squadra                   | Punti  |
| ---- | ------------------------- | ------ |
| 1    | MTN Qhubeka               | 653,68 |
| 2    | GS Petrolier Algerie      | 438,99 |
| 3    | Team Europcar             | 230    |
| 4    | Team Type 1-Sanofi        | 150    |
| 5    | SP Tableware Cycling Team | 105    |
| 6    | Rietumu-Delfin            | 80     |
| 7    | Continental Team Astana   | 79     |
| 8    | Velo Club Sovac Algere    | 74,33  |
| 9    | Dukla Trenčín Trek        | 59     |
| 10   | Konya Torku Seker Spor    | 49     |

| Pos. | Nazione        | Punti    |
| ---- | -------------- | -------- |
| 1    | Marocco        | 1 333,68 |
| 2    | Sudafrica      | 957,01   |
| 3    | Eritrea        | 643,01   |
| 4    | Algeria        | 602,99   |
| 5    | Camerun        | 207      |
| 6    | Tunisia        | 191      |
| 7    | Ruanda         | 160,68   |
| 8    | Burkina Faso   | 141      |
| 9    | Etiopia        | 42       |
| 10   | Costa d'Avorio | 35,68    |